# Poiana Mărului (okręg Jassy)
Poiana Mărului – wieś w Rumunii, w okręgu Jassy, w gminie Ceplenița. W 2011 roku liczyła 1069 mieszkańców.